# آناندولو حیات
آناندولو حیات (انگلیسی: Anadolu Hayat) شرکت خدمات مالی ترک است، که در سال ۱۹۹۰ تأسیس شد.